# 愛媛県保育所一覧
愛媛県保育所一覧（えひめけんほいくしょいちらん）は、愛媛県の保育所の一覧。

## 公立保育所

### 松山市
- 松山市立松山保育園
- 松山市立堀江保育園
- 松山市立道後保育園
- 松山市立桑原保育園
- 松山市立高浜保育園
- 松山市立ふたば保育園
- 松山市立余土保育園
- 松山市立小百合保育園
- 松山市立日浦保育園
- 松山市立伊台保育園
- 松山市立久米保育園
- 松山市立味生保育園
- 松山市立朝美保育園
- 松山市立東雲保育園
- 松山市立生石保育園
- 松山市立浮穴保育園
- 松山市立平井保育園
- 松山市立港山保育園
- 松山市立石井保育園
- 松山市立八雲保育園
- 松山市立つばき保育園
- 松山市立もものはな保育園
- 松山市立山越保育園
- 松山市立中須賀保育園
- 松山市立浅海保育園
- 松山市立粟井保育園
- 松山市立国津保育園
- 松山市立中島保育園 
  - 松山市立中島保育園天谷分園

## 私立保育所
- ちびっこランド西条園
- たまのいし保育園
- さかのうえ保育園　小規模保育園　溝辺園
- さかのうえ保育園　小坂園